# Chrysopa angustipennis
Chrysopa angustipennis là một loài côn trùng trong họ Chrysopidae thuộc bộ Neuroptera. Loài này được Stephens miêu tả năm 1836.